# Присно 1
При́сно 1 (бел. Прысна 1) — деревня Пашковского сельского совета Могилёвского района Могилёвской области.

## География
Деревня Присно 1 расположена в пригородной зоне Могилёва, северо-западнее города. В 2 километрах к юго-западу от неё находится деревня Присно 2.
Рядом протекает река Лахва.

## История
В 1675 упоминается как деревня Присна в составе Княжицкой волости в Оршанском повете ВКЛ. До 1924 года деревня входила в Княжицкую волость Могилёвского уезда, затем — в Пашковский сельсовет Могилёвского района.
В конце 1920-х годов в деревне создан колхоз им. С. М. Будённого, первым председателем которого был комсомолец Николай Красников. После войны, в 1950 году, колхозы были укрупнены, и жители деревни стали работать в колхозе им. С. М. Кирова. В 1959 произошло новое укрупнение: колхоз им. С. М. Кирова был объединён с соседним в большой колхоз им. В. Володарского. Это был показательный колхоз, существовавший вплоть до распада СССР и даже получивший в 1987 году Переходящее Красное Знамя ЦК КПСС, Совета Министров, ВЦСПС и ЦК ВЛКСМ за высокие показатели надоев молока.

## Транспорт
Рядом с деревней расположена автомобильная развязка на пересечении шоссейной трассы М4 Минск — Могилёв и местной дороги Р123 Присно — Мосток — Дрибин — Горки.
Маршрутное такси 43Т (Деревня Присно 2 — микрорайон Казимировка — Виленский рынок — проспект Мира — улица Первомайская — улица Челюскинцев — ОАО «Райагропромтехника») следует через деревню Присно 1 и связывает её с Могилёвом.
Автобус 28 (Деревня Присно 2 — проспект Мира —  Строммашина — Железнодорожный вокзал — улица Жемчужная) следует через деревню Присно 1 и связывает её с Могилёвом.

## Инфраструктура
Жители снабжаются водой из артезианской скважины.
В районе деревни находятся дачные участки жителей Могилёва.

## Известные уроженцы
- Кучинский, Михаил Иванович — Герой Советского Союза.

## Галерея

М.И. Кучинский